# Simpang Baru
Simpang Baru is een bestuurslaag in het regentschap Pekanbaru van de provincie Riau, Indonesië. Simpang Baru telt 42.778 inwoners (volkstelling 2010).